# Курило Віталій Семенович
Віта́лій Семе́нович Кури́ло (нар. 2 лютого 1957, смт Білокуракине, Луганська область) — український учений, політик. Народний депутат України V, VI, VIII скликань. Ректор Луганського університету ім. Шевченка, академік Національної академії педагогічних наук України, доктор педагогічних наук, професор. Колишній голова Луганської обласної організації партії «Батьківщина».

## Життєпис
Народився 2 лютого 1957 року у смт. Білокуракине Луганської області.

### Освіта
Освіта вища — закінчив історичний факультет Луганського педагогічного інституту ім. Шевченка у 1982 році.
Трудову діяльність розпочав у 1974 році учителем у Білокуракинській середній школі. Працював учителем у Підгорівській вш та Старобільській сш № 3. У 1983—1986 рр. навчався в аспірантурі. З 1986 по 1996 рр. працював асистентом, доцентом, проректором у Луганському педінституті.
У 1987 році захистив кандидатську дисертацію з історії.

### Кар'єра
У 1996-97 рр. обіймав посаду начальника Головного управління освіти і науки Луганської обласної державної адміністрації.
З липня 1997 року — ректор Луганського державного педагогічного університету імені Тараса Шевченка. За час керівництва Курила В. С. інститут став класичним національним університетом.
У 2000 році захистив докторську дисертацію з історії педагогіки. Тема дослідження «Становлення і розвиток освіти та педагогічної думки Східноукраїнського регіону у ХХ ст.».
2006—2012 — президент Луганського університету ім. Шевченка. У 2012—2014 роках ректор цього ж університету. З квітня 2021 р. виконувач обов'язки ректора, Голова вченої ради університету. Очолює експертну раду при МОН України з захисту дисертацій з педагогічних наук та фізичного виховання і спорту. Член Президії Національної Академії педагогічних наук України.
Член виконкому Федерації волейболу України.
Член Президії Всеукраїнського товариства Знання.
Голова Луганського відділення Національної спілки краєзнавців України.
У 2010 р. обрано дійсним членом (академіком) Національної академії педагогічних наук України.

## Політика
2006 — обраний народним депутатом V скл. від (БЮТ)  2007 обраний народним депутатом VI скл. (Батьківщина) 2014 — обраний народним депутатом VIII скл. (БПП) Був заступником голови комітету з питань науки і освіти у V—VI скликанні та заступником голови комітету з питань державного будівництва та місцевого самоврядування у VIII скликанні.

## Наукові роботи
Автор понад 200 наукових робіт. Наукова школа Курила В. С. налічує 6 докторів та 15 кандидатів наук.
Найбільш відомі наукові роботи: «Освіта та педагогічна думка Східноукраїнського регіону ХХ ст.», «Педагогічна філософія», «Історія Донбасу», «Історія Луганського краю», «Луганський національний університет імені Тараса Шевченка. Сторінки історії: (1921—2021 рр.)» та ін.
Частина робіт написана у співавторстві з В.Подовим, Б.Коротяєвим, С.Савченком, А.Клімовим.

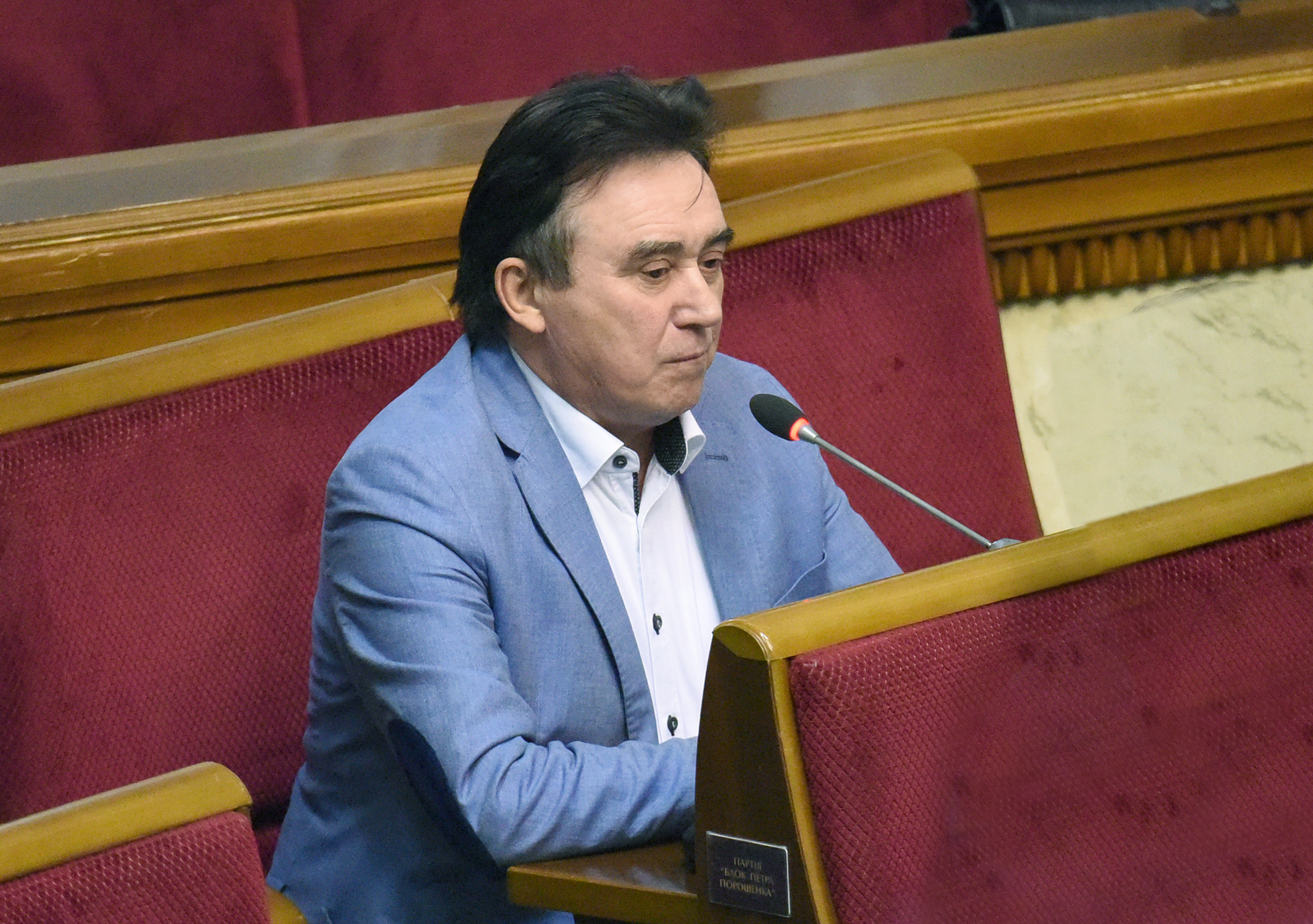
Курило у Верховній раді, 2018

## Законотворча діяльність
У Верховній Раді України очолював депутатську групу по зв'язкам з Албанією, був співголовою групи по зв'язкам з Грецією, заступником голови по зв'язкам з Японією. Був заступником голови депутатської групи зі Східного партнерства.

## Сім'я
- Батько Семен Євграфович (1929 р.н.), мати Анастасія Арсентіївна (1930 р.н.) — померли.
- Одружений. 4 дітей, два сини і дві доньки.

## Відзнаки
- Орден «За заслуги» II [3]та ІІІ[4]ступенів
- Заслужений працівник освіти України (2001)[5]
- Почесна грамота Верховної Ради України
- Почесна грамота Кабінету Міністрів України
- Орден Святого Рівноапостольного князя Володимира Великого (УПЦ КП)
- Знак Міністерства освіти і науки України «Відмінник освіти України»
- Нагрудний знак «Петро Могила»
- Ювілейна медаль «10 років незалежності України»